# Christoph Marx (Historiker, 1971)
Christoph Marx (* 9. Februar 1971 in München) ist ein deutscher Historiker, Autor, Online-Redakteur, Publizist und Wissenschaftslektor. Er arbeitet zu den Themenschwerpunkten Weltgeschichte, Zeit- und Kulturgeschichte, Fußball, Sport und Medien.

## Leben
Marx studierte Neuere und Neueste Geschichte, Politikwissenschaft und Neuere deutsche Literatur an den Universitäten Freiburg und Berlin. Er schloss sein Studium im Jahr 2000 mit einer Magisterarbeit über die Ausformung der Berliner Presselandschaft nach dem Zweiten Weltkrieg ab. Sie wurde leicht modifiziert ein Jahr später im ibidem-Verlag unter dem Titel „Reeducation und Machtpolitik – Die Neuordnung der Berliner Presselandschaft“ veröffentlicht.
Er arbeitete als Autor und Redakteur für Brockhaus, stern, Wissen Media Verlag, Duden und die Studiengemeinschaft Darmstadt. Auf einem privaten Blog veröffentlicht er regelmäßig vorwiegend historische Beiträge zu Politik und Gesellschaft, Persönlichkeiten, Fußball, Sport und James Bond. Er informiert über die deutsch-jüdische Philosophin und Publizistin Hannah Arendt auf seiner Website hannah-arendt.info und der Facebook-Seite „Hannah Arendt – Werk und Leben“.
Christoph Marx ist Mitglied im Verband der Freien Lektorinnen und Lektoren, im Journalistenverband Freischreiber, im James Bond Club Deutschland und bei der VG Wort. Er lebt und arbeitet in Berlin.

## Veröffentlichungen
- Reeducation und Machtpolitik: die Neuordnung der Berliner Presselandschaft, 1945–1947. Ibidem-Verlag, Stuttgart 2001, ISBN 3-89821-085-5.
- The Ultimate Timeline of World History. Barron’s Educational Series, New York 2012, ISBN 978-0-7641-6565-8.
- Politische Presse im Nachkriegsberlin 1945–1953 – Erik Reger und Rudolf Herrnstadt. Ibidem-Verlag, Stuttgart 2016, ISBN 978-3-8382-0985-2. Auszüge
- mit Markus Hattstein: Imagine – Die 68er und die Weltrevolution. Konrad Theiss Verlag, Stuttgart 2018, ISBN 978-3-8062-3708-5.
- „Der springende Punkt ist der Ball“. Die wundersame Sprache des Fußballs. Dudenverlag, Berlin 2018, ISBN 978-3-411-73394-1.
- 101 x Geschichte! Alles, was wichtig ist. Konrad Theiss Verlag, Darmstadt 2019, ISBN 978-3-8062-4025-2.
- 101 x Politik! Alles, was wichtig ist. Konrad Theiss Verlag, Darmstadt 2020, ISBN 978-3-8062-4190-7.
- Deutsche Geschichte in 100 Zitaten – Von Tacitus bis Merkel. Dudenverlag, Berlin 2023, ISBN 978-3-411-05973-7.